# Touch (canção de NCT 127)
"Touch" é uma canção gravada por NCT 127, a subunidade com sede em Seul do grupo sul-coreano NCT. Foi lançada em 14 de março de 2018, pela SM Entertainment como o quarto single do primeiro álbum de estúdio do NCT, NCT 2018: Empathy (2018).

## Antecedentes e lançamento
No inicio de fevereiro de 2018, foi anunciado que o NCT, como um todo, lançaria seu primeiro álbum completo em março, com 6 músicas de todas as unidades, incluindo o NCT 127. "Touch" foi lançado em conjunto com o álbum em 14 de março.
Em 16 de setembro de 2018, foi lançada a versão em japonês da canção.

## Composição
De acordo com Tamar Herman da Billboard, "Touch" é uma música pop "imbuída dos anos 90" que incorpora instrumentos de funky, sintetizadores lustrosos e uma batida metálica. A música foi escrita por Jo Yoon-kyung, Kim Min-ji e Shin Jin-hye, e produzida por LDN Noise, Deez e Adrian Mckinnon.

## Recepção
Tamar Herman da Billboard, declarou que "Touch" é uma reversão estilística completa para o NCT 127, mas a vibração romântica e arejada soa um pouco mais natural para o ato, pois permite que os vocalistas mostrem verdadeiramente suas capacidades sem obstáculos de um som experimental, de uma performance-driven que eles já preferiram em singles. Sobre o vídeo musical da canção Herman menciona que o nítido conjunto colegial que eles usam, especialmente uma camisa branca e jeans parece homenagear o sucesso de 2009 do Girls' Generation "Gee".

## Vídeo musical
O vídeo musical da canção foi disponibilizado no canal da SM Entertainment no YouTube e no Naver TV Cast em 13 de outubro de 2018, e mostra um novo visual do NCT 127, transformado em um charme alegre e colorido, com uma atmosfera de primavera brilhante mostrando a harmonia das letras.

## Promoção
E como parte das promoção da canção o grupo iniciou um ciclo promocional passando pelos principais programas musicais da Coreia do Sul, iniciando a primeira semana no M Countdown em 15 de março de 2018, Show! Music Core em 17 de março e Inkigayo em 18 de março.

## Créditos
Créditos adaptados da página da canção nos portais Melon e Naver.
- NCT 127 – Artista primário
- Jo Yoon-kyung – Letras
- Kim Min-ji – Letras
- Shin Jin-hye – Letras
- LDN Noise – Composição, arranjo
- Deez – Composição, arranjo
- Adrian Mckinnon – Composição

## Gráficos
| Gráfico (2018)                 | Melhores posições |
| ------------------------------ | ----------------- |
| South Korean singles (Hot 100) | 54                |
| World singles (Billboard)      | 11                |

## Prêmios

### Prêmios em programas musicais
| Programa           | Data                |
| ------------------ | ------------------- |
| The Show (SBS MTV) | 27 de março de 2018 |

## Histórico de lançamento
| País          | Data                   | Formato          | Gravadora |
| ------------- | ---------------------- | ---------------- | --------- |
| Coreia do Sul | 14 de março de 2018    | Download digital | SM IRIVER |
| Japão         | 16 de setembro de 2018 | Download digital | Avex Trax |